# Железом и кровью
«Железом и кровью» (нем. Blut und Eisen — букв. «кровь и железо») — крылатое выражение, получившее известность из речи министра-президента Пруссии Отто фон Бисмарка 30 сентября 1862 года в бюджетной комиссии палаты депутатов во время конституционного конфликта. Выражение означает активный и решительный подход к политике с применением насилия и войн.
Отто фон Бисмарк в этой речи пытался преодолеть наметившиеся разногласия между палатой депутатов и правительством. Нижняя палата прусского парламента отказалась утвердить финансирование запланированной военной реформы, при этом либеральное большинство никоим образом не противилось реорганизации и укреплению вооружённых сил и выдвигало условием для проведения реформы сохранение двухгодичного срока военной службы и ландвера в составе регулярной армии. Бисмарк стремился добиться понимания между законодательным и исполнительным органами и наладить их взаимодействие и в частности сказал: «Германия возлагает надежды не на либерализм Пруссии, а на её могущество … Великие вопросы эпохи решаются не речами и не постановлениями большинства — это была величайшая ошибка 1848—1849 годов, — а железом и кровью». Бисмарк ссылался при этом на стихотворение «Железный крест» участника Освободительной войны Максимилиана фон Шенкендорфа, в котором говорилось: «Ведь только железо может нас спасти, И избавить может только кровь От греха тяжёлых цепей, От высокомерия зла». Сам образ «железо и кровь» был известен ещё с Античности и встречается, например, в «Декламациях» Квинтилиана.
Бисмарк таким образом призвал к активной внешней политике. Несмотря на то, что либеральное меньшинство палаты депутатов соглашалось с тем, что «германский вопрос» не решить без применения силы, в либеральной прессе выражение «железом и кровью» было воспринято как переход к произволу, основывающемуся на внешнеполитической активности. Бисмарк с самого начала опровергал такую интерпретацию своих слов и предостерегал от использования международных конфликтов для преодоления внутренних проблем. Отто фон Бисмарк прибегал к полюбившемуся выражению и позднее.